# Bristol (New York)
Bristol è un comune degli Stati Uniti d'America, situato nello Stato di New York, nella contea di Ontario.